# Incatenata (film 1934)
Incatenata (Chained) è un film del 1934 prodotto e diretto da Clarence Brown. Ha come interprete principale Joan Crawford; accanto a lei, compaiono Clark Gable, Otto Kruger, Una O'Connor e Marjorie Gateson.

## Trama
Desideroso di sposare la sua fedele segretaria Diane Lovering, di cui, ricambiato, è innamorato, il ricco e non più giovane armatore Richard Field di New York chiede alla moglie Louise il divorzio. Questa, tuttavia, si rifiuta di abbandonare la sua posizione sociale e nega la richiesta di Richard. Anche se Diane assicura Richard che continuerà ad amarlo senza il beneficio del matrimonio, l'armatore, preoccupato per il futuro incerto della sua amante, le chiede di riflettere sulla sua scelta, invitandola a fare una crociera in Sud America su uno dei suoi piroscafi. Diane malvolentieri accetta, ma giura di tornare al più presto da lui a New York.
Subito dopo l'imbarco, Diane respinge le goffe avance di Johnnie Smith nel bar della nave, ma questi, non arrendendosi, chiede al suo migliore amico, Mike Bradley, di aiutarlo per cercare di conquistare la ragazza. Mike, colpito dalla eleganza e avvenenza della giovane, prende a malo modo Johnnie, comportandosi come un paladino e redarguendolo di non importunare più la donna.
Mike è presto attratto dal fascino di Diane, ma lei, fedele a Richard, respinge le sue avances finché, sola e senza conoscenti sulla grande nave, finisce per accettare la compagnia dello scanzonato e simpatico Mike, pieno di spirito e allegria.
Una volta raggiunta Buenos Aires, Diane si congeda da Mike, declinando il suo invito a fargli visita nel suo ranch, ma il giovane si presenta con un pretesto nell'hotel in cui la donna alloggia, convincendola a venire nel suo ranch. Dopo una giornata piena di allegria e di divertimento, Diane e Mike si confessano il loro amore reciproco, ma la donna gli racconta di Richard, che lei non può abbandonare perché questi la ama e non saprebbe vivere senza di lei. Tuttavia la giovane si rende conto di non aver mai amato prima con tale intensità e che Mike è l'uomo della sua vita. Diane promette quindi a Mike che tornerà a New York per informare Richard del suo nuovo amore.
Giunta a New York, Diane è tuttavia colpita dalle attenzioni e dall'amore che Richard ha per lei, e quando lui gli riferisce che la moglie ha finalmente accettato di divorziare a condizione che non gli sia permesso di vedere i suoi figli, ella non ha il coraggio di rivelargli il suo innamoramento per Mike, a cui scrive una breve e distaccata lettera di commiato, avvertendolo del suo matrimonio con Richard.
Un anno dopo, Diane incontra Mike in un negozio d'armi di New York e questi la invita in un locale per parlargli. Nonostante l'amarezza e delusione che prova verso la donna, Mike si rende conto di quanto l'ami ancora e come anche Diane sia ancora innamorata. Diane ammette i suoi sentimenti e, sfogandosi, spiega a Mike che ella sta sacrificando il loro amore per rimanere fedele a Richard, il quale ha rinunciato a tutta la sua famiglia per lei; poi, con un doloroso addio, Diane fugge via.
Mike si presenta all'improvviso nella casa di campagna dove sono Diane e Richard, deciso a confrontarsi con il suo rivale, ma quando vede come Richard è gentile e premuroso verso la donna, non ha il coraggio di affrontarlo e bruscamente si congeda.
Richard rivela allora a Diane di aver a lungo intuito che lei era innamorata di un altro uomo e, desideroso solamente della felicità della donna, sentendosi un uomo troppo vecchio per lei, le offre nobilmente il divorzio.
Nell'ultima sequenza del film Diane ha ormai raggiunto Mike nel suo ranch argentino per una nuova vita insieme.

## Produzione
Il film, il cui titolo di lavorazione fu Sacred and Profane Love, fu prodotto dalla Metro-Goldwyn-Mayer.
Venne girato negli stabilimenti della Metro-Goldwyn-Mayer Studios a Culver City e a New York. Alcune scene vennero girate al Rancho Agua de la Centinela, un ranch di quattromila acri nel sud-ovest degli Stati Uniti. Le riprese iniziarono il 12 luglio 1934.
Come soggettista del film, appare il nome di Edgar Selwyn anche se la natura del suo contributo non è conosciuta.
Nel film, Joan Crawford ebbe due controfigure, Audrey Scott e, nelle scene sul motoscafo, l'attore Keenan Wynn. L'attore Preston Foster, che era stato annunciato come suo partner nel ruolo di Mike, venne sostituito da Clark Gable. I due attori, che lavorarono insieme più di una volta, vennero definiti il "re" e la "regina" di Hollywood

## Distribuzione
Distribuito dalla Metro-Goldwyn-Mayer, uscì nelle sale cinematografiche statunitensi il 31 agosto 1934.